# Joachimhaus (Schönenwerd)

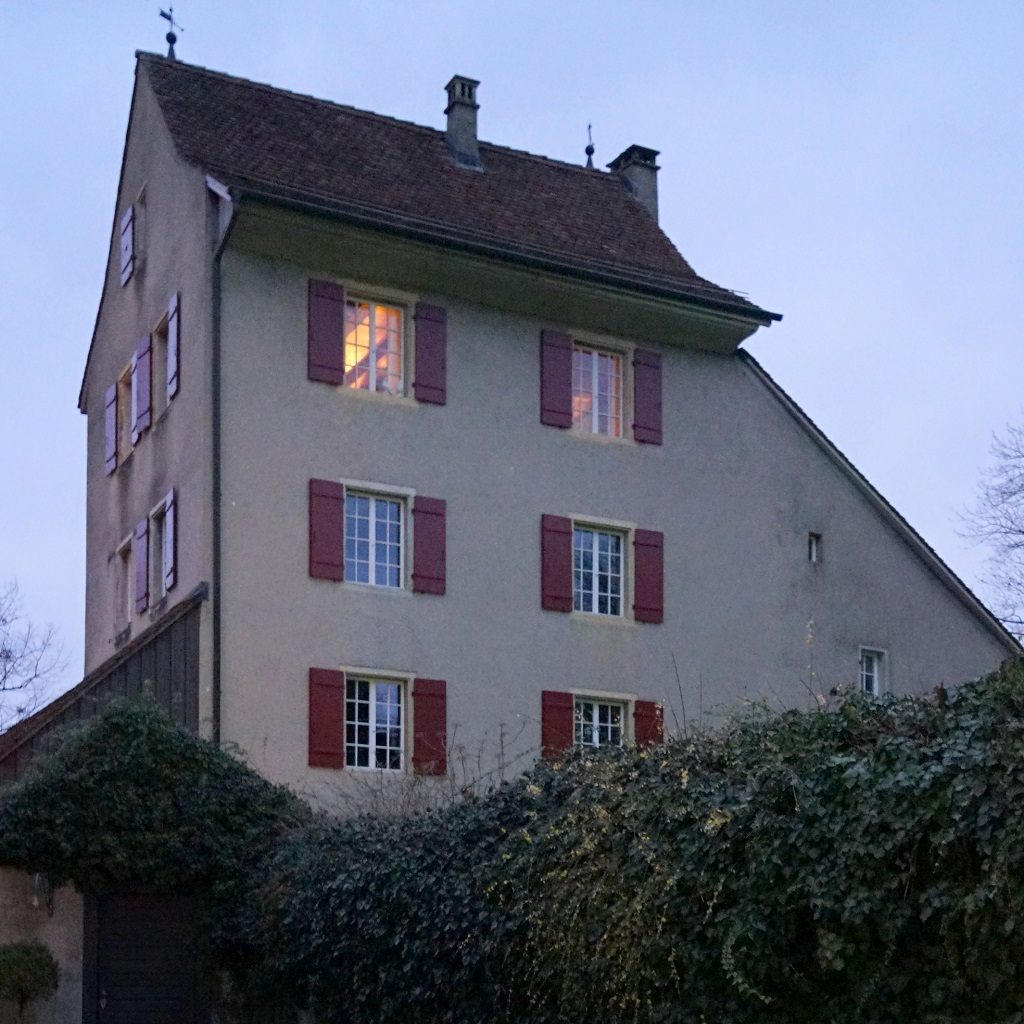
Ansicht von Süden (2023)

Das Joachimhaus ist ein Wohnhaus in Schönenwerd im Schweizer Kanton Solothurn. Es ist in das «Schutzverzeichnis Schönenwerd» aufgenommen.

## Lage
Das Gebäude (Schmiedengasse «33») steht auf dem «Bühl» hoch über der Aarauerstrasse, direkt neben der Stiftskirche. Südlich liegt das Paul-Gugelmann-Museum in einem Ökonomiegebäude des Stifts und südöstlich ein Hochstud-Bauernhaus mit der Nummer «41». Die Alte Propstei steht westlich an der Aarauerstrasse. Jenseits der Schmiedengasse stehen mit dem Wohnhaus Schmiedengasse «20», dem Sälischulhaus und der zugehörigen Turnhalle drei weitere Objekte unter Kulturgüterschutz von regionaler Bedeutung.
Kulturgüter-Objekte der «Kategorie C» mit lokaler Bedeutung wurden (Stand: 1. Februar 2023) noch nicht veröffentlicht.

## Geschichte
Das Joachimhaus ist ein Chorherrenhaus und diente bis 1574 als Propstei. Es wurde 1328 erstmals urkundlich erwähnt und gilt als das älteste Wohnhaus Schönenwerds. Die Propstei wurde 1574 in die «Alte Propstei» verlegt.

## Belege
1. ↑  Schutzverzeichnis Schönenwerd (Stand 30. November 2018). In: Datenbank kantonale Denkmalpflege Solothurn. S. 2 (PDF; 728 kB).
2. ↑  Geographica helvetica. Bände 6–7. Kümmerly & Frey, Bern 1951, S. 86.
3. ↑  Viktor Jungo: Stiftskirche Schönenwerd/Christkatholische Kirche St. Leodegar. Gemeinde Schönenwerd, abgerufen am 7. Februar 2023.

Koordinaten: 47° 22′ 19,4″ N, 8° 0′ 17,5″ O; CH1903: 642767 / 246956